# Мурдимяе
Мурдимяе (ест. Murdõmäe), також Мурдемяе (ест. Murdemäe) — село в Естонії, входить до складу волості Риуге, повіту Вирумаа.